# Contea di Pingelly
La contea di Pingelly è una delle 43 local government areas che si trovano nella regione di Wheatbelt, in Australia Occidentale. Essa si estende su di una superficie di circa 1.295 chilometri quadrati ed ha una popolazione di 1.168 abitanti.